# Hana Cakuli
Hana Cakuli[a], född den 26 maj 1989 i Ulcinj (Ulqin) i Montenegro, är en albansk sångerska.

## Biografi
Cakuli föddes år 1989 i den montenegrinska staden Ulcinj som har en albansk majoritetsbefolkning. Vid 18 års ålder flyttade hon till Kosovos huvudstad Pristina för att studera vid stadens universitet. Hennes professionella musikkarriär startade genom att hon framträdde vid talkshower och musikshower i och kring Albanien. Under sena år 2007 ställde hon upp i Kënga Magjike 9 med låten "U shërova". Med låten lyckades hon ta sig till finalen där hon tilldelades priset för bästa melodi. Vann tävlingen gjorde Aurela Gaçe med låten "Hape veten". År 2008 deltog hon än en gång i Kënga Magjike, denna gång med bidraget "Simbol", en ballad skriven av henne själv. År 2011 släppte hon singeln "Unë vendos". 
Utöver sin musikaliska karriär är Cakuli även programledare för ett matlagningsprogram på den kosovanska TV-kanalen Kohavision (KTV).

## Diskografi

### Singlar
- 2007 – U shërova
- 2008 – Simbol
- 2010 – Dashuria e fatit tim
- 2011 – Unë vendos
- 2012 – Kopshti (feat. Kushtrin Hoxha)